# Хиперпоп
Хиперпоп је лабаво дефинисан музички покрет и микрожанр који је претежно настао у Уједињеном Краљевству почетком и средином 2010-их. Одликује се максималистичким или претераним приступом популарној музици, а уметници у оквиру овог жанра обично интегришу поп и авангардни сензибилитет док се ослањају на теме које се обично налазе у електронској, хип хоп и денс музици. Излазећи из различитих извора, неки извори хиперпоп сцене се обично прате у продукцији издавачке куће енглеског музичара А.Г. Кук -а и колектива PC Музика и придружених уметника као што су Софи и Чарли XCX. Музика повезана са овом сценом добила је ширу пажњу у августу 2019. године када је Спотифај употребио термин „хиперпоп“ као назив плејлисте на којој су уметници као што су Кук и 100 Гекса.  Жанр се ширио међу млађом публиком путем платформи друштвених медија, посебно ТикТок-а.
Покрет је често повезан са ЛГБТК+ онлајн заједницама, и многе кључне личности се идентификују као трансродне, небинарне или геј особе.   „Диџикор“ и „Гличкор“ су савремени покрети који се понекад мешају са „хиперпопом“ због преклапања уметника.